# The Joker (Six Flags Great Adventure)
Pour l’article homonyme, voir Joker.
The Joker (qui devait initialement s'appeler Total Mayhem) est un parcours de montagnes russes quadridimensionnelles à Six Flags Great Adventure, un parc d'attractions à Jackson (en), dans le New Jersey, aux États-Unis. Elles sont fabriquées par S&S Worldwide et ouvert en mai 2016,.

## Histoire
Six Flags Great Adventure annonce en septembre 2015 la construction de Total Mayhem, de nouvelles montagnes russes de type 4D Free Spin, similaire à Batman: The Ride, ouvert la même année dans le parc Six Flags Fiesta Texas,,.
Le 27 janvier 2016, le parc annonce le changement de nom de l'attraction pour devenir The Joker, en s'appuyant sur le célèbre personnage de DC Comics,,. Au lieu des couleurs jaune et rouge initialement prévu pour les rails, les couleurs violette et verte sont choisies pour respecter le thème. 